# Betriebsstättennummer
Die Betriebsstättennummer, kurz BSNR, ist eine neunstellige Nummer, die im Rahmen der vertragsärztlichen bzw. vertragspsychotherapeutischen Versorgung den Ort der Leistungserbringung (Betriebsstätte) eindeutig identifiziert.
Weitere Orte der Leistungserbringung werden mit einer Nebenbetriebsstättennummer (NBSNR) belegt. Die BSNR wurde zusammen mit der Lebenslangen Arztnummer (LANR) zum 1. Juli 2008 bundesweit eingeführt. Die Betriebsstättennummer darf nicht mit dem Institutionskennzeichen (IK) und mit der Praxisnetznummer (PNR) verwechselt werden.

## Aufbau
Die Betriebsstättennummer (BSNR) entspricht der bis zum 30. Juni 2008 gültigen siebenstelligen KV-Abrechnungsnummer, ergänzt um zwei angehängte Nullen.
Mittlerweile werden aber auch neue BSNR vergeben, welche zwar nach wie vor über die ersten sieben Zeichen eindeutig sind, jedoch in den Stellen 8 und 9 von „00“ abweichende Werte beinhalten können (siehe § 5 Absatz (2) in u. a. Richtlinie).
Sie identifiziert die Praxis als abrechnende Einheit und ermöglicht die Zuordnung ärztlicher/psychotherapeutischer Leistungen zum Ort der Leistungserbringung. Dabei umfasst der Begriff Praxis neben Arztpraxen auch Praxen von Psychotherapeuten sowie Medizinische Versorgungszentren (MVZ), Institute, Notfallambulanzen sowie Ermächtigungen an Krankenhäusern.
- Stellen 1–2: KV-Landes- oder Bezirksstellenschlüssel[1]
- Stellen 3–7: eindeutige Identifikationsnummer der KV, in deren Bereich die Betriebsstätte liegt
- Stellen 8, 9: „00“

## Hintergrund
Die Betriebsstättennummer wird für eine Praxis oder ein Medizinisches Versorgungszentrum (MVZ) vergeben und muss bei der Abrechnung vertragsärztlicher/vertragspsychotherapeutischer Leistungen im Rahmen des Einheitlichen Bewertungsmaßstabs (EBM) angegeben werden. Sie ist unabhängig von der Personalzusammensetzung, aber abhängig von den Inhabern und ändert sich daher regelmäßig z. B. bei einem Arzt- oder Psychotherapeutenwechsel einer Gemeinschaftspraxis. Dies ist hinsichtlich einer kostenpflichtigen Lizenzänderung der Praxissoftware und der Zugangsdaten zur Telematik-Infrastruktur zu beachten, sobald sich die Organisationsstruktur einer Praxis/MVZ ändert. Die Betriebsstättennummer wird innerhalb der Telematik-Infrastruktur für die Identifikation zusammen mit dem elektronischen Heilberufsausweis und mit dem Institutionsausweis (SMC-B) verwendet. Dabei darf der Heilberufsausweis nicht mit dem Arztausweis verwechselt werden.

## Vergabe
Die Vergabe der Betriebsstättennummern erfolgt durch diejenige Kassenärztliche Vereinigung, in deren Bereich die Betriebsstätte liegt. Dabei muss für jeden Ort, an dem ein Vertragsarzt oder Vertragspsychotherapeut tätig ist, eine Betriebsstättennummer vergeben werden. Eine BSNR ist dann und nur dann zwingend neu zu vergeben, wenn der Zulassungsausschuss eine neue Arzt- oder Psychotherapiepraxis zulässt, auch wird dann eine weitere BSNR vergeben, wenn aus einer Gemeinschaftspraxis zweier Ärzte bzw. Psychotherapeuten eine Praxisgemeinschaft wird, da übernimmt der eine Arzt bzw. Psychotherapeut die vorhandenen BNSR und der andere bekommt eine von der KV neu vergebende BSNR. Eine NBSNR ist dann und nur dann zwingend neu zu vergeben, wenn ein weiterer Tätigkeitsort gem. § 15a Abs. 2 BMV-Ä genehmigt wird. In den Arztstammdaten wird hinterlegt, ob es sich bei einer Betriebsstättennummer um die Nummer einer Betriebsstätte oder einer Nebenbetriebsstätte handelt.

## Wechsel
Bei Umzug einer Betriebsstätte innerhalb eines Zulassungsbezirkes wird keine neue BSNR vergeben. Entscheidend ist, dass je genehmigtem Tätigkeitsort eine BSNR oder NBSNR existiert. Der Ort der BSNR oder NBSNR kann durch die dazugehörenden Stammdaten zugeordnet werden.

### Wechsel der BSNR
Eine BSNR ist zwingend zu ändern, wenn die Arzt- bzw. Psychotherapeutenpraxis in einen neuen Zulassungsbezirk oder einen anderen KV-Bereich umzieht.

### Beendigung
- Bei Änderung der BSNR wird die alte BSNR beendigt.
- Bei Beendigung einer Arzt- bzw. Psychotherapeutenpraxis ist auch die BSNR zu beendigen.

Ausnahme: Falls Vertragsärzte oder Vertragspsychotherapeuten aus zunächst Einzelpraxen zu einer überörtlichen Gemeinschaftspraxis fusionieren und dabei die Tätigkeitsorte der vorigen Einzelpraxen beibehalten, sind auch die bereits vergebenen Betriebsstättennummern weiter zu verwenden. Konkret heißt das, dass die BSNR einer aufgegebenen Einzelpraxis zu einer NBSNR der entstehenden überörtlichen Gemeinschaftspraxis wird (§ 8 der Richtlinie der Kassenärztlichen Bundesvereinigung nach § 75 Absatz 7 SGB V zur Vergabe der Arzt- und Betriebsstättennummern).

### Gültigkeit
- Eine einmal vergebene Betriebsstättennummer (BSNR oder NBSNR) hat ohne Vorliegen eines Änderungstatbestandes konstant zu bleiben.
- Eine einmal vergebene Betriebsstättennummer bleibt auch nach Beendigung der Nummer physikalisch erhalten und ist für den Zeitraum von fünf Jahren nach Beendigung zu sperren.

Zu beachten ist ferner, dass der Wechsel eines Tätigkeitsortes von einer Nebenbetriebsstätte zum Vertragsarztsitz (Betriebsstätte) bei Weiterbestehen einer Arztpraxis gemäß § 15a Abs. 4 BMV-Ä nur zu Beginn eines Quartals zulässig ist und die Wahlentscheidung jeweils für mindestens zwei Jahre Bestand haben muss. Auf die Fusion von Einzelpraxen zu einer überörtlichen Gemeinschaftspraxis unter Beibehaltung der Tätigkeitsorte der vorigen Einzelpraxen findet die Regelung des § 15a Abs. 4 BMV-Ä keine Anwendung, so dass folglich eine derartige Fusion zu beliebigen Zeitpunkten eines Quartales zulässig ist. Ebenfalls kann der Wechsel zu jedem beliebigen Zeitpunkt innerhalb eines Quartales stattfinden, wenn eine überörtliche Praxis mit Betriebsstätte und Nebenbetriebsstätte aufgelöst und in zwei Einzelpraxen verwandelt wird.